# La Cruz de Río Grande
La Cruz de Río Grande é um município da Nicarágua, situado na Região Autônoma da Costa Caribe Sul. Tem 3,449 km² de área e sua população em 2020 foi estimada em 43.082 habitantes.